# Arquebisbat de Bourges

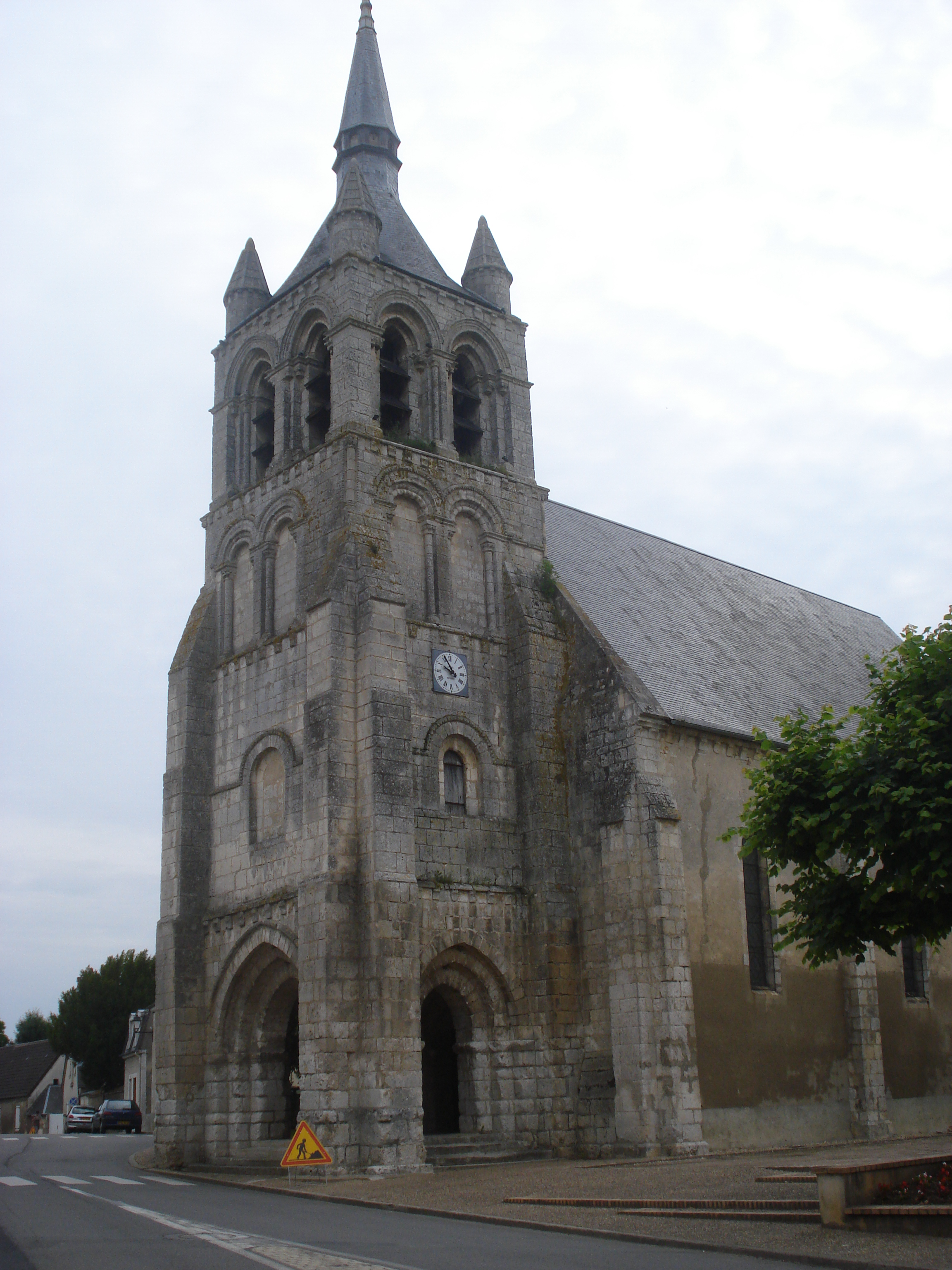
L'església de Sainte-Solange, meta de pel·legrinatge.

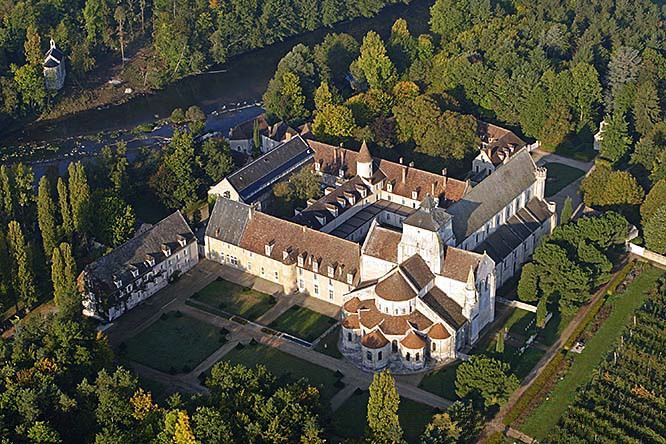
L'abadia de Notre-Dame de Fontgombault.

L'arquebisbat de Bourges (francès: Archidiocèse de Bourges, llatí: Archidioecesis Bituricensis) és una seu de l'Església Catòlica a França, sufragània de l'arquebisbat de Tours. Al 2012 tenia 502.700 batejats sobre una població de 549.900 habitants. Actualment està regida per l'arquebisbe Armand Maillard.

## Territori
L'arxidiòcesi comprèn els departaments francesos de Cher i de l'Indre.
La seu episcopal és la ciutat de Bourges, on es troba la catedral de Sant Esteve.
El territori s'estén sobre 14.210 km², i està dividit en 64 parròquies, agrupades en 12 vicariats.
Els principals llocs de pelegrinatge de l'arxidiòcesi són:
- Nostra Senyora de Déols, a Châteauroux, que data del segle x. L'església va ser consagrada pel papa Pasqual II. El papa Alexandre III a l'exili hi va viure i conèixer Enric II d'Anglaterra; també el papa Honori III va visitar el santuari;
- Nostra Senyora de la Bona Mort a Fontgombault;
- el santuari de Sainte-Solange; la santa va néixer el 862 a Villemont, a tres llegües de Bourges i hauria patit el martiri el 875 per preservar la seva virginitat;
- Nostra Senyora del Sagrat Cor a Issoudun, on el sacerdot Jean Jules Chevalier, mossèn de la ciutat, va fundar la congregació dels Missioners del Sagrat Cor de Jesús i de les Filles de Nostra Senyora del Sagrat Cor;
- Nostra Senyora de Pellevoisin, famosa per les aparicions que haurien tingut lloc el 1876.

## Història
L'arxidiòcesi va ser erigida al segle iii. Segons la tradició, el primer bisbe va ser Sant Ursino, evangelitzador de la regió històrica de Berry, que s'esmentà en dues ocasions en les obres de Gregori de Tours. El díptics de l'arxidiòcesi esmenten deu bisbes després Sant Ursino, que precedeixen el primer bisbe històricament documentat de Bourges, Leone, que va signar el 4 d'octubre de 453 les actes del Concili d'Angers.
Biturigi va ser la capital de la província romana de l'Aquitània prima, com ho demostra la Notitia Galliarum de principis del segle v. Amb l'organització eclesiàstica, Biturigi esdevingué, a més del centre administratiu de la regió, la seu metropolitana de la província eclesiàstica, modelada en la civil, que incloïa les diòcesis sufragànies de Clermont, Rodez, Albi, Cahors, Llemotges, Mende i Le Puy.
A l'edat mitjana es va produir una disputa entre les seus metropolitanes de Bordeus i Bourges pel que feia a la pretensió de Bourges sobre la primacia d'Aquitània. El tema ha estat clarament establerta pels estudiosos moderns, que han establert que la carta del papa Nicolau I a Rodolf (864), atès que l'existència de la primacia de Bourges al segle ix i que qualifica l'arquebisbe amb el títol de patriarcha, no és autèntic. Com a capital de l'Aquitània Prima, Bourges aspirava antigament a la preeminència sobre les províncies d'Aquitània segona i d'Aquitània tercera i, per tant, també a Bordeus. Cap a 1073 aquestes aspiracions genèriques van prendre forma de reclamacions; entre 1112 i 1126 el papat els va reconèixer i el 1146 el papa Eugeni III va conferir la primacia de Pierre de La Châtre, arquebisbe de Bourges, sobre Bordeus.
Al segle xii, dos papes van visitar Bourges: Pasqual II el 1107 i Alexandre III el 1163. Al segle següent van tenir lloc dos dels concilis regionals més importants de Bourges, els de 1225 i 1226 que van condemnar els albigesos.
L'any 1195 van començar a construir la catedral d'estil gòtic; va ser consagrat per l'arquebisbe Guillaume de Brosse el 13 de maig de 1324.
El 1232 el Gregori IX va concedir l'arquebisbe de Bourges, com a patriarca, el dret de visitar la província d'Aquitània, i va imposar a l'arquebisbe de Bordeus el deure d'assistir, almenys una vegada, als concilis organitzats per l'arquebisbe de Bourges i va establir que les mesures de l'arquebisbe de Bordeus podien ser recorregudes a l'arquebisbe de Bourges. Quan ocasionalment el 1240 i el 1284, els arquebisbes de Bourges van anar a Bordeus, es van trobar amb les portes de les esglésies tancades i van respondre amb l'excomunió a les protestes del clergat de Bordeus davant les seves visites.
Quan França va perdre l'Aquitània per anul·lació del matrimoni de Lluís VII i Leonor d'Aquitània, que s'havia celebrat a la catedral de Bordeus el 1137, Bordeus va esdevenir la capital de les possessions angleses a Aquitània. Llavors, la disputa entre les seus metropolitanes de Bordeus i Bourges va assumir un caràcter polític i el rei de França va començar a donar suport a les reivindicacions de Bourges.
El papa Climent V (1305-14) es va oposar a les reivindicacions de Bourges. Esdevingut papa, malgrat les seves simpaties franceses, va perseguir el disseny de l'emancipació de Bordeus des de Bourges.
El 1327 l'arxidiòcesi tenia 733 parròquies. Al segle xiv, la província eclesiàstica es va engrandir amb les noves diòcesis, establertes per Joan XXII, de Saint-Flour, de Vabres i de Castres
El 1438 es va celebrar a Bourges un altre concili important que, després de l'aprovació de la Pragmàtica Sanció del rei Carles VII, va intentar establir una església gal·licana autònoma de Roma. Durant l'episcopat de Jean Cœur, a la segona meitat del segle XV es va fundar la Universitat de Bourges.
El 1528 un concili a Bourges va condemnar els hugonots, que eren favorits de la universitat de procedència de Joan Calví i Théodore de Bèze. El 1603 l'arxidiòcesi tenia 772 parròquies, que esdevindrien 801 el 1776 i 796 el dia abans de la Revolució francesa, quan es van agrupar en nou ardiaconats i vint arxiprestats.
El 3 d'octubre de 1678, amb la promoció a seu metropolitana de la diòcesi d'Albi, la província eclesiàstica de Bourges va perdre les diòcesi sufragània de Rodez, Castres, Vabres, Cahors i Mende.
Seguint el concordat de 1801 amb la butlla Qui Christi Domini de Pius VII, l'arxidiòcesi es va expandir i incorporar el territori de la diòcesi de Nevers, que va ser suprimida.
El 6 d'octubre de 1822, en virtut de la butlla Paternae caritatis del mateix Pius VII, es va restablir la diòcesi de Nevers, que va prendre el territori de l'arxidiòcesi de Bourges. Al mateix temps, es va reestructurar la província eclesiàstica de Bourges, incloent les sufragànies de Clermont, Llemotges, Le Puy, Tulle i Saint-Flour.
Després del sínode de 1990, el 1994 el territori de l'arxidiòcesi va ser replantejat i el nombre de parròquies es va reduir de més de 500 a 64.
Després de la reorganització de les circumscripcions eclesiàstiques franceses del 8 de desembre de 2002, Bourges ja no és més una seu metropolitana, tot i que manté alhora la dignitat d'arquebisbe i és ara part de la província eclesiàstica de l'arxidiòcesi de Tours.

## Cronologia episcopal
Bourges és una de les poques seus episcopals a França de les quals es conserven els díptics d'ivori originals. A l'interior, al segle xi, va ser escrit amb tinta el catàleg episcopal, amb addicions posteriors, fins a Simó de Beaulieu (1281-1294). Avui dia, els díptics són pràcticament il·legibles, però hem rebut diverses còpies del catàleg.
El més antic és aquell transcrit en un manuscrit de la darreria del segle xi i arriba fins al bisbe Audebert de Montmorillon († 1096). Cap a la meitat del segle xiii el canonge Etienne de Gallardon va redactar una altra còpia, ara conservada al cartulari del capítol. En el moment de l'arquebisbe Roger li Fort (mitjans del segle xiv) es va elaborar una còpia oficial en pergamí, col·locada dins dels díptics: Aquesta còpia del catàleg es va mantenir fins a finals del segle xviii.
El catàleg episcopal també mostra els anys del seu pontificat per a cada arquebisbe, però les inconsistències i anacronismes són tals que, fins a mitjan segle ix, no arriba a ser completament fiable.
- Sant Ursí † (segle iii)
- Sant Santiziano †
- Sant Eterio †
- Sant Tecreto †
- Sant Marcello †
- Viatore †
- Eleuterio †
- Paupero †
- Sant Palladio I †
- Villico †
- Avito †
- Leone † (abans de 453 - després el 461)
- Sant Palladio II †
- Eulogio †
- Sant Simplicio † (vers 472 - ?)[7]
- Sant Tetradio † (abans de 506 - després el 511)
- Rorico †
- Siagrio †
- Umato †
- Sant Onorato I †
- Onorato II † (abans de 533 - després el 535)[8]
- Sant Arcadio † (abans de 538 - després el 541)
- Sant Desiderato † (citat el 549)
- Sant Probiano † (abans de 552 - després el 565 aproximadament)
- Sant Felice † (citat el 573)
- Remigio † (abans de 581 - vers 584 mort)
- Sant Sulpici I Severo † (584 - 591 mort)
- Eustasio † (591 - ?)
- Sant Apollinare †
- Sant Austregisilo † (citat el 614)[9]
- Sant Sulpici II el Pio † (abans de 627 - 17 de gener de 647 mort)
- Vulfoledo † (abans de 650 - després el 660)
- Adone † (abans de 672 - després el 677)
- Agoseno † (citat el 683)
- Rocco †
- Sigino †
- Leodoario †
- Deodato †
- Segoleno †
- Sant Davide †
- Bertellano † (citat el 760)
- Erminario † (citat el 769)
- Santo Stefano †[10]
- Ermemberto † (vers 788/791 - ?)
- Ebroino † (citat el 810)
- Sant Agilulfo (o Ailulfo) † (abans de 820 aproximadament - després de 838)
- Sant Rodolfo † (vers 840/841[11] - abans de 18 d'agost de 866 mort)
- Vulfado † (de setembre de 866 - abans de 23 de juny de 876 mort)
- Frotario † (28 d'octubre o novembre de 876 - després de juny de 889 mort)
- Adace † (citat el 891)
- Madalbert † (? - 910 mort)
- Géronce de Déols † (abans de 914 - després el 29 de setembre de 948 mort)
- Laune de Déols † (948 - 955 mort)
- Richard I de Blois † (abans de 26 de març de 957 - 959mort)
- Hugues de Blois † (959 - 17 de desembre de 985mort)
- Dagbert † (després del 21 de maig de 987 - 18 de gener de 1012 mort)
- Gauzlin † (1 de desembre de 1012 - 8 de març de 1030 mort)
- Aymon de Bourbon † (abans de 1 de novembre de 1031 - 5 de juny de 1070 mort)
- Richard II † (23 d'abril de 1071 - 22 o 23 d'abril de 1093 mort)
- Audebert de Montmorillon † (18 o 19 d'agost de 1093 - 6 de setembre de 1097 mort)
- Leger † (1097 - 31 de març de 1120 mort)
- Vulgrin † (1121 - 1136 mort)
- Alberico de Reims † (1137 - 1141 mort)
- Pierre de La Châtre † (vers 1141 - 1 de maig de 1171 mort)
- Étienne de la Chapelle † (1171 - 1173 mort)
- Guarin de Gallardon † (1174 - 20 de març de 1180 mort)
- Pierre II † (1180 - 1184)
- Henri de Sully † (1184 - setembre de 1200 mort)
- Sant Guillem † (23 de novembre de 1200 - 10 de gener de 1209 mort)
- Girard de Cros † (1209 - 7 de juliol de 1218 mort)
- Simon de Sully † (1218 - 8 d'agost de 1232 mort)
- Pierre de Chateauroux † (abans de 20 d'abril de 1233 - 1234 deposat)
- Beato Philippe Berruyer † (10 de març de 1236 - 9 de gener de 1261 mort)
- Jean de Sully † (vers 1261 - abans d'abril de 1271)
- Guy de Sully, O.P. † (18 de maig de 1276 - 5 de març de 1281 mort)
- Simon de Beaulieu † (23 de desembre de 1281 - 18 de setembre de 1294 renuncià)[12]
- Egidio Romano, O.E.S.A. † (25 d'abril de 1295 - 22 de desembre de 1316 mort)
- Raynaud de La Porte † (31 de desembre de 1316 - 20 de desembre de 1320 renuncià)[12]
- Guillaume de Brosse † (27 de febrer de 1321 - 14 de desembre de 1330 nomenat arquebisbe de Sens)
- Foucaud de Rochechouart † (14 de desembre de 1330 - d'agost de 1343 mort)
- Beat Roger le Fort † (18 d'agost de 1343 - 1367 mort)
- Pierre d'Estaing, O.S.B. † (2 d'abril de 1368 - 7 de juny de 1370 renuncià)[12]
- Pierre de Cros, O.S.B. † (9 de juny de 1370 - 2 d'agost de 1374 nomenat arquebisbe d'Arle)
- Bertrand de Chanac † (2 d'agost de 1374 - 30 de maig de 1382 nomenat patriarca de Jerusalem)
- Jean de Rochechouart † (30 de maig de 1382 - 17 d'octubre de 1390 nomenat arquebisbe d'Arle)
- Pierre Aimery † (17 d'octubre de 1390 - 2 de juliol de 1409 nomenat bisbe de Carcassona)
- Guillaume de Boisratier † (2 de juliol de 1409 - 19 de juliol de 1421 mort)
- Henry d'Avangour † (24 de novembre de 1421 - d'agost de 1446 renuncià)
- Jean Cœur † (2 de setembre de 1446 - 25 de juny de 1482 mort)
- Pierre Cadoüet † (7 d'agost de 1482 - 31 d'agost de 1492 mort)
- Guillaume de Cambray † (31 d'agost de 1492 - 31 d'agost de 1505 mort)
- Michel Bucy † (11 de novembre de 1505 - febrer de 1511 mort)
- Andrew Foreman † (15 de juliol de 1513 - 13 de novembre de 1514 nomenat arquebisbe de Saint Andrews)
  - Innocenzo Cybo † (13 de novembre de 1514 - 13 de novembre de 1514 renuncià) (administrador apostòlic)
- Antoine Bohier, O.S.B. † (13 de novembre de 1514 - 27 de novembre de 1519 mort)
- François de Bueil † (1 de juliol de 1521 - 25 de març de 1525 mort)
- François de Tournon, C.R.S.A. † (8 de gener de 1526 - 1536 renuncià)
- Jacques Leroy, O.S.B. † (27 de juny de 1537 - 1572 mort)
- Antonio Vialardi, O.S.B. † (16 de juny de 1572 - 4 de desembre de 1576 mort)
  - Sede vacante (1576-1581)
- Renaud de Beaune † (10 de juliol de 1581 - 29 d'abril de 1602 nomenat arquebisbe de Sens)[13]
- André Frémyot † (16 de juny de 1603 - 1621 renuncià)
- Roland Hébert † (14 de març de 1622 - 21 de juny de 1638 mort)
  - Sede vacante (1638-1642)
- Pierre d'Hardivillier † (10 de novembre de 1642 - 10 d'octubre de 1649 mort)
- Anne de Lévis-Ventadour † (13 de febrer de 1651 - 7 o 17 de març de 1662 mort)
  - Sede vacante (1662-1665)
- Jean de Montpezat de Carbon † (22 d'abril de 1665 - 6 de maig de 1675 nomenat arquebisbe de Sens)
- Michel Poncet † (17 de juny de 1675 - 21 de febrer de 1677 mort)
- Michel Phélypeaux de La Vrillière † (10 d'abril de 1679 - 28 d'abril de 1694 mort)
- Léon Potier de Gesvres † (30 d'agost de 1694 - 5 de març de 1729 renuncià)
- Frédéric-Jérôme de La Rochefoucauld † (6 de juliol de 1729 - 28 d'abril de 1757 mort)
- Georges-Louis Phélypeaux d'Herbault † (26 de setembre de 1757 - 23 de setembre de 1787 mort)
- François de Fontanges † (17 de desembre de 1787 - 12 de setembre de 1788 renuncià)[14]
- Jean-Auguste de Chastenet de Puységur † (15 de setembre de 1788 - 15 de març de 1802 renuncià)
- Marie-Charles-Isidore de Mercy † (15 d'abril de 1802 - 18 de febrer de 1811 mort)
  - Sede vacante (1811-1817)
- Etienne-Jean-Baptiste des Galois de la Tour † (1 d'octubre de 1817 - 20 de març de 1820 mort)
- Jean-Marie Cliquet de Fontenay † (28 d'agost de 1820 - 13 d'octubre de 1824 mort)
- Guillaume-Aubin de Villèle † (21 de març de 1825 - 25 de novembre de 1841 mort)
- Jacques-Marie-Antoine-Célestin du Pont † (24 de gener de 1842 - 26 de maig de 1859 mort)
- Alexis-Basile-Alexandre Menjaud † (26 de setembre de 1859 - 10 de desembre de 1861 mort)
- Charles-Amable de la Tour d'Auvergne Lauraguais † (10 de desembre de 1861 - 17 de setembre de 1879 mort)
- Jean-Joseph Marchal † (27 de febrer de 1880 - 26 de maig de 1892 mort)
- Jean-Pierre Boyer † (19 de gener de 1893 - 16 de desembre de 1896 mort)
- Pierre-Paul Servonnet † (19 d'abril de 1897 - 18 d'octubre de 1909 mort)
- Louis-Ernest Dubois † (30 de novembre de 1909 - 13 de març de 1916 nomenat arquebisbe de Rouen)
- Martin-Jérôme Izart † (9 de maig de 1916 - 31 de maig de 1934 mort)
- Louis-Joseph Fillon † (24 de desembre de 1934 - 2 de gener de 1943 mort)
- Joseph-Charles Lefèbvre † (17 de juny de 1943 - 10 d'octubre de 1969 jubilat)
- Charles-Marie-Paul Vignancour † (10 d'octubre de 1969 - 8 d'abril de 1984 jubilat)
- Pierre Marie Léon Augustin Plateau † (8 d'abril de 1984 - 25 d'abril de 2000 jubilat)
- Hubert Marie Pierre Dominique Barbier (25 d'abril de 2000 - 11 de setembre de 2007 jubilat)
- Armand Maillard, des de l'11 de setembre de 2007

## Estadístiques
A finals del 2012, la diòcesi tenia 502.700 batejats sobre una població de 549.900 persones, equivalent al 91,4% del total.
| any  | població | població | població | sacerdots | sacerdots       | sacerdots       | sacerdots             | diaques | religiosos | religiosos | parròquies |
| ---- | -------- | -------- | -------- | --------- | --------------- | --------------- | --------------------- | ------- | ---------- | ---------- | ---------- |
| any  | batejats | total    | %        | total     | clergat secular | clergat regular | batejats por sacerdot | diaques | homes      | dones      |            |
| 1950 | 505.000  | 538.000  | 93,9     | 476       | 441             | 35              | 1.060                 |         | 70         | 560        | 506        |
| 1959 | 500.000  | 531.812  | 94,0     | 417       | 370             | 47              | 1.199                 |         | 112        | 550        | 505        |
| 1969 | 532.000  | 551.430  | 96,5     | 410       | 351             | 59              | 1.297                 |         | 59         | 478        | 164 (?)    |
| 1980 | 520.000  | 585.000  | 88,9     | 331       | 230             | 101             | 1.570                 | 1       | 167        | 550        | 507        |
| 1990 | 520.000  | 588.000  | 88,4     | 261       | 175             | 86              | 1.992                 | 4       | 153        | 466        | 507        |
| 1999 | 508.000  | 576.000  | 88,2     | 223       | 148             | 75              | 2.278                 | 11      | 125        | 384        | 67         |
| 2000 | 511.000  | 579.000  | 88,3     | 208       | 139             | 69              | 2.456                 | 13      | 117        | 380        | 67         |
| 2001 | 500.000  | 545.567  | 91,6     | 199       | 132             | 67              | 2.512                 | 15      | 113        | 375        | 67         |
| 2002 | 500.000  | 545.667  | 91,6     | 201       | 135             | 66              | 2.487                 | 16      | 119        | 328        | 64         |
| 2003 | 500.000  | 545.567  | 91,6     | 159       | 119             | 40              | 3.144                 | 17      | 89         | 348        | 64         |
| 2004 | 500.000  | 545.567  | 91,6     | 143       | 120             | 23              | 3.496                 | 15      | 70         | 340        | 64         |
| 2006 | 501.000  | 546.715  | 91,6     | 139       | 106             | 33              | 3.604                 | 17      | 74         | 325        | 64         |
| 2012 | 502.700  | 549.900  | 91,4     | 127       | 100             | 27              | 3.958                 | 18      | 109        | 232        | 64         |

## Nota
1. ↑  Monumenta Germaniae Historica, Chronica minora Arxivat 2014-01-07 a Wayback Machine., I, p. 558.
2. ↑  Péricard, pp. 323 i següents.
3. ↑  De més de seixanta bisbes d'Ursí a Audebert, quaranta també són coneguts d'altres fonts, el que fa que el catàleg sigui més que digne de confiança.
4. ↑  Pubblicato da: Léopold Delisle, Etienne de Gallardon, clerc de la chancellerie de Philippe-Auguste, chanoine de Bourges, in Bibliothèque de l'école des chartes, tomo 60 (1899), pp. 42-44.
5. ↑  Duchesne, op. cit., pp. 24-25.
6. ↑  El catàleg, en la còpia de Gallardon, es reporta, a més de l'esmentat Delisle, també per Duchesne, op. cit., pp. 22-23, que també assenyala les variacions amb les altres còpies.
7. ↑  Eulogio i Palladio II, relacionats amb Simplicius, s'esmenten en el discurs pronunciat per Sidonius Apollinaris amb motiu de l'ordenació de Simplicius.
8. ↑  En els díptics de Bourges, dos arquebisbes anomenats Onorato s'esmenten un darrere l'altre; segons Duchesne, no és clar a quina de les dues se li atribueixen les dues esmentacions històriques de 533 i 535. Gallia christiana reconeix només un Honorat, així com Gams.
9. ↑  Segons la seva Vita, governà l'església de Bourges durant 12 anys i morí el 624.
10. ↑  Algunes cronologies tradicionals (cfr. Gams) distingeixen dos bisbes de nom Esteve, ambdós sants, que van viure a la mateixa època.
11. ↑  Era certament bisbe el mes de gener de 841.
12. 1 2 3  Creato cardenal
13. ↑  Nomenat a Sens pel rei Enric IV el 1594, però no va ser confirmat pel papa Climent VIII fins al 1602.
14. ↑  Nomenat arquebisbe de Tolosa el 15 de setembre de 1788.